# Oumar Cissé
Oumar Cissé (23 de septiembre de 1987) es un deportista maliense que compitió en taekwondo. Ganó una medalla de bronce en los Juegos Panafricanos de 2011, y una medalla de oro en el Campeonato Africano de Taekwondo de 2009.

## Palmarés internacional
| Juegos Panafricanos | Juegos Panafricanos | Juegos Panafricanos | Juegos Panafricanos |
| Año                 | Lugar               | Medalla             | Categoría           |
| ------------------- | ------------------- | ------------------- | ------------------- |
| 2011                | Maputo (Mozambique) | Medalla de bronce   | –80 kg              |
| Campeonato Africano |                     |                     |                     |
| Año                 | Lugar               | Medalla             | Categoría           |
| 2009                | Yaundé (Camerún)    | Medalla de oro      | –80 kg              |